# The Flower Kings
The Flower Kings is een Zweedse band uit 1995 rond gitarist Roine Stolt. Naast Stolt was toetsenist Tomas Bodin jarenlang degene met de meeste muzikale invloed.
In de jaren negentig komt door een hernieuwde belangstelling voor de symfonische rock, dan omgedoopt tot progressieve rock, een hele reeks bands naar voren, waarvan een relatief groot aantal uit Zweden. The Flower Kings is van begin af aan een van de populairste. De naam van de band is afkomstig van een soloalbum van Stolt zelf, The Flower King uit 1994. Na het succes van dit album besluit hij een vaste band te formeren die op de muzikale weg die het album inslaat voortborduurt.
De muziek wordt omschreven als progressieve rock. Op enkele albums, bijvoorbeeld op Unfold the future komt ook een grote jazz-invloed naar voren. De band kent in zijn geschiedenis vele bezettingswisselingen. Constanten zijn echter Stolt, tot zijn vertrek in 2015, toetsenist Bodin en zanger Hasse Fröberg (die ook al zong op The Flower King).

## Discografie

### Albums
| Album met eventuele hitnotering(en) in de Nederlandse Album Top 100 | Datum van verschijnen | Datum van binnenkomst | Hoogste positie | Aantal weken | Opmerkingen |
| ------------------------------------------------------------------- | --------------------- | --------------------- | --------------- | ------------ | ----------- |
| Back in the world of adventures                                     | 1995                  | -                     |                 |              |             |
| Retropolis                                                          | 1996                  | -                     |                 |              |             |
| Stardust we are                                                     | 1997                  | -                     |                 |              |             |
| Édition limitée Québec 1998                                         | 1998                  | -                     |                 |              | ep          |
| Flower power                                                        | 16-11-1999            | -                     |                 |              |             |
| Alive on planet earth                                               | 15-02-1999            | -                     |                 |              | Livealbum   |
| Space revolver                                                      | 04-07-2000            | -                     |                 |              |             |
| The rainmaker                                                       | 18-09-2001            | -                     |                 |              |             |
| Unfold the future                                                   | 05-11-2002            | -                     |                 |              |             |
| Meet The Flower Kings                                               | 04-11-2003            | -                     |                 |              | Livealbum   |
| Adam and Eve                                                        | 03-08-2004            | -                     |                 |              |             |
| Paradox hotel                                                       | 04-04-2006            | -                     |                 |              |             |
| The sum of no evil                                                  | 25-09-2007            | -                     |                 |              |             |
| Banks of eden                                                       | 15-06-2012            | 23-06-2012            | 64              | 1            |             |
| Desolation rose                                                     | 28-10-2013            | 2-11-2013             | 53              | 1            |             |
| Waiting for miracles                                                | 8-11-2019             | -                     |                 |              |             |
| Islands                                                             | 30-10-2020            | -                     |                 |              |             |
| By royal decree                                                     | 04-03-2022            | 12-03-2022            | 53              | 1            |             |
| Look at you now                                                     | 08-09-2023            | -                     |                 |              |             |
| Love                                                                | 02-05-2025            | -                     |                 |              |             |

### Compilaties
- Scanning the Greenhouse (1998)
- The Road Back Home (2007)
- A Kingdom of Colours (2017) - boxset met eerste zeven studioalbums

Naast deze albums zijn er nog officieel uitgebrachte bootlegs van concerten en met remixen e.d. De albums verschijnen in diverse vormen: een enkel-cd of dubbel-cd met bonustracks etc.